# Sakramentskirken
Sakramentskirken er flot beliggende på Nørrebrogade over for Fælledvej og er kirke for den katolske menighed på Nørrebro i København. Den er indviet til Sankt Villehad af Danmark.
Den katolske kirkes indtog på Nørrebro foregik i 1873, da Sankt Joseph Søstrene lod opføre et hospital, hvor man i juli måned 1875 begyndte at afholde messer i hospitalets kapel.
Omkring 1889 var menigheden vokset sig så stor, at der var pladsmangel i kapellet, hvilket fik pastoren til at lede efter en passende beliggenhed. Denne fandt han året efter på den nuværende adresse. Imidlertid var ejendommen indrettet som butik og blev derfor købt – dog betingede sælgeren sig 10 års yderligere drift.
I 1899 blev der udfærdiget arkitekttegninger for den nye kirke og en tilhørende skole. Nedrivningen begyndte kort tid efter butikkens ophør, og de første byggesten blev lagt i juli 1915, så kirken kunne blive indviet i sommeren 1917.
I dag syner kirken ikke af det store, da byen har udviklet sig med flere høje bygninger. Mest markant er de to tårne, der stadig rager op over de øvrige bygninger. Men kirken fremstår aldeles tydeligt, når man kører ad Fælledvej ind til Nørrebrogade.
Den skole man opførte sammen med kirken er Sankt Ansgars Skole og deler i dag adresse med kirken.
- Front.
- Indgang.
- Rosettevindue.
- Klokketårn.
- Interør.
- Interiør set fra koret.
- Kor.
- Mariarelief dateret 1450.